# Biskupice (ort i Tjeckien, Zlín)
Biskupice är en ort i Tjeckien.   Den ligger i regionen Zlín, i den östra delen av landet, 260 km öster om huvudstaden Prag. Biskupice ligger 240 meter över havet och antalet invånare är 741.
Terrängen runt Biskupice är varierad. Biskupice ligger nere i en dal. Runt Biskupice är det ganska tätbefolkat, med 104 invånare per kvadratkilometer. Närmaste större samhälle är Zlín, 16,2 km norr om Biskupice. Omgivningarna runt Biskupice är en mosaik av jordbruksmark och naturlig växtlighet.